# Kollokation (Telekommunikation)
Mit Kollokation (von lateinisch collocare für „anordnen“, „einrichten“) wird in der Telekommunikation das Mitbenutzen von Ressourcen (Stellplatz, Infrastruktur wie Stromversorgung und Klimaanlage) am Standort des Hauptverteilers bezeichnet. Alternative Netzbetreiber benötigen im Gebäude des Hauptverteilers einen sogenannten Kollokationsraum, in dem sie ihre eigenen technischen Geräte unterbringen können.  Gewöhnlich ist der Hauptverteiler im selben Gebäude wie die Vermittlungsstelle untergebracht.
Hintergrund ist die Entbündelung der Teilnehmeranschlussleitung. Wesentlichstes Merkmal der Kollokation ist die Übergabe der entbündelten Leitungen (galvanische Durchschaltung).  Die Möglichkeiten zur Kollokation werden von den Netzbetreibern zur Verfügung gestellt, die im Besitz der Teilnehmeranschlussleitungen sind und diese vermieten. Sie werden zur Bereitstellung von Ressourcen und entsprechenden Dienstleistungen von den nationalen Regulierungsbehörden verpflichtet. Bei den Dienstleistungen für die Kollokation handelt es sich gewöhnlich um den Zugang zu IT-Systemen der Betriebstechnik, in denen Informationen über das Netz der Anschlussleitungen gesammelt werden. Für die Kollokation ist die Einhaltung einer Reihe von technischen Standards erforderlich (z. B. Gewichtsbelastung der Standfläche, Abgabe von Störstrahlung, Wärmeabgabe). Es muss gewährleistet sein, dass die Geräte aller alternativen Netzbetreiber, die die Kollokationsflächen gemeinsam benutzen, sich nicht gegenseitig stören.
Die Entbündelung wird nicht immer als galvanische Durchschaltung realisiert, sondern kann auch als "virtuelle Entbündelung" erfolgen. Die entbündelten Leitungen können beispielsweise auch in PCM-Technik gemultiplext übergeben werden. Werden die Leitungen nicht vollständig vermietet, sondern nur ein Line-Sharing betrieben, wird nur ein Bitstrom übergeben. Solche Techniken ermöglichen, die Kollokation in anderen Gebäuden oder sogar anderen Orten als in dem Gebäude zu betreiben, in dem der Hauptverteiler steht. Diese Schnittstellen zu den Anschlussleitungen lassen sich über Multiplexsysteme und die öffentlichen Fernnetze von jedem anderen Ort auch erreichen. Für diese technischen Verfahren bei der Entbündelung wurden Ausdrücke geprägt wie "Fernkollokation" oder "virtuelle Kollokation".
Die nationalen Regulierungsbehörden stellen in Zusammenarbeit mit den Netzbetreibern ein Regelwerk für die Kollokation auf und legen die Preise fest, die von den alternativen Netzbetreibern für die unterschiedlichen Formen der Kollokation zu zahlen sind.